# 유리 자하로프
유리 안드레예비치 자하로프(러시아어: Ю́рий Андре́евич Заха́ров, 1985년 12월 1일 ~ )는 키르기스스탄의 은퇴한 수영 선수로 로 주 종목은 배영, 접영, 개인혼영이다. 2004년 아네테 하계 올림픽, 2008년 베이징 하계 올림픽과 2007년 세계 수영 선수권 대회, 2006년 도하 아시안 게임, 2010년 광저우 아시안 게임에 키르기스스탄 대표 선수로 참가하였다.

## 생애
18세 때인 2004년에 키르기스스탄 수영 국가대표로 발탁되었으며 그 해 8월에 그리스의 아테네에서 열린 2004년 하계 올림픽에 참가하였다. 자하로프는 유일한 출전 종목인 남자 200m 배영 종목에서 예선 1조에 배속되었고 콜롬비아의 오마르 핀손의 뒤를 이은 2분 10.45초의 기록으로 조 4위를 하였다. 자하로프는 전체 36위를 기록했고 이는 최하위 기록이기도 하다. 2005년에는 타이의 방콕에서 열린 실내 아시안 게임에 참가하여 개인 혼영 종목에 출전했다. 첫 종목인 200m에서는 2분 03.73초의 기록으로 예선 1위로 결승에 올랐으나 결승에서 2분 04.28초의 기록으로 4위를 기록하여 메달을 획득하지 못했다. 100m 종목에서도 57.73초의 기록으로 예선 전체 1위에 올랐으며 결선에서 57.32초의 기록으로 카자흐스탄의 스타니슬라프 오신스키와 함께 3위를 하여 공동 동메달을 획득했다.
이후 2006년에 아시안 게임 국가대표로 발탁되어 그 해 12월에 카타르의 도하에서 열린 아시안 게임에 키르기스스탄 국가대표로 참가하여 남자 개인혼영과 계영 종목에 출전했다. 개인혼영 400m 종목에서는 에선 1조에 배속되어 4분 38.99초의 기록을 내 이란의 샤힌 바라다란을 제쳤으나 대한민국의 한규철, 필리핀의 미겔 몰리나, 카자흐스탄의 드미트리 고르디옌코에게 밀려 조 4위를 하였고 전체 9위로 기록되어 결승에는 오르지 못했다. 이후에 출전한 개인혼영 200m 종목에서도 예선 1조에 배속되었고 2분 10.06초의 기록으로 4명의 선수를 제치고 일본의 사도 히데마사, 대한민국의 박범호의 뒤를 이어 조 3위에 올랐으나 전체 10위로 기록되어 상위 선수 8명에게 주어지는 결승전에는 오르지 못했다. 100m 자유형 4인 계영에서는 바실리 다닐로프, 파벨 쿨레쇼프, 라시트 이누소프와 함께 팀을 이뤄 예선 2조에 출전하였고 자하로프가 마지막 영자가 되어 53.60초를 기록하였다. 키르기스스탄은 3분 40.22초를 기록하여 카타르와 팔레스타인만을 제치고 전체 13위에 머물렀다. 100m 4인 혼계영에는 다닐로프, 이누소프, 데니스 리스칼과 함께 팀을 이뤄 예선 1조에 출전하였고 이 종목에서는 선두를 맡았다. 자하로프는 1분 01.24초를 기록했고 키르기스스탄은 4분 06.60초를 기록하여 전체 11위를 기록했다. 자신이 출전한 도하 아시안 게임 마지막 종목인 200m 자유형 4인 계영에서는 다닐로프, 티무르 카르타바예프, 이누소프와 함께 팀을 이뤄 예선 2조에 출전했다. 자하로프는 2번 영자를 맡았으며 1분 59.62초를 기록했고 키르기스스탄팀은 8분 04.66초를 기록하여 예선 11위를 기록했다.
이후 2007년 3월에 오스트레일리아의 멜버른에서 열린 세계 수영 선수권 대회에 참가하였고 200m 배영에서는 2분 10.36초를 기록하여 전체 37위에 올랐고 400m 개인혼영에서는 4분 41.75초를 기록하여 40위를 기록했으며 200m 개인혼영 종목에서는 2분 11.41초로 46위, 50m 배영에서는 28.85초의 기록으로 58위, 100m 배영에서는 1분 0.64초의 기록으로 53위를 기록했다. 같은 해 10월에 마카오에서 열린 실내 아시안 게임에 키르기스스탄 국가대표로 참가하여 남자 배영 50m 종목 에선에서 57.91초를 기록하여 전체 7위로 결승에 진출했다. 이후 결승전에서 56.83초를 기록하여 예선 기록보다 높은 기록을 냈으나 카자흐스탄의 오신스키, 중화인민공화국의 린위, 홍콩의 제프리 체, 인도의 레한 폰차에게 밀려 5위를 기록했다.
이후 2008년에 다시 올림픽 국가대표로 발탁되어 그 해 여름에 중화인민공화국의 베이징에서 열린 2008년 하계 올림픽에 참가하였다. 베이징 올림픽에서는 남자 200m 개인혼영 부문에 출전하였다. 자하로프는 예선 1조에 속했으며 이 조에는 라이벌인 핀손도 포함되어 있었다. 자하로프는 우즈베키스탄의 다닐 부가코프를 제쳐 조 6위를 하여 조 최하위는 면했으며 전체 45위를 기록했다. 이후 2010년 11월에 중화인민공화국의 광저우에서 열린 아시안 게임에 참가하였다. 첫 경기인 100m 접영에서는 예선 3조에 배속되어 58.38초의 기록으로 27위를 기록했고, 200m 배영에서는 예선 2조에 배속되어 2분 09.88초의 기록으로 전체 17위, 50n 접영에서는 예선 4조에 배속되어 26.31초를 기록하여 전체 22위를 기록했고 마지막 종목인 50m 배영 예선에서는 4조에 배속되어 28.13초를 기록하여 전체 22위를 기록했다. 12월에는 오만의 무스카트에서 열린 2010년 해변 아시안 게임에 키르기스스탄 국가대표로 참가하여 수영 마라톤 5km 부문에서 1시간 5분 29.1초의 기록으로 16위를 기록했다.
2012년에는 핀수영 선수가 되어 그 해 11월에 베트남의 다낭에서 열린 아시아 핀수영 선수권 대회에 키르기스스탄 국가대표로 참가하여 100m 마스터 바이핀스 종목에서 48.18초를 기록하여 9위로 결승에 오르지 못했다.